# Arnulf Rainer
Arnulf Rainer (Baden, 8 dicembre 1929) è un performance artist, fotografo e pittore austriaco.
Dev'essere considerato un artista autodidatta. Inizia a dipingere nella seconda metà degli anni quaranta.

## Biografia
Nel primo periodo di produzione artistica viene influenzato dal Surrealismo, in seguito verrà influenzato anche dall'espressionismo astratto americano e l'informale francese.
L'artista sperimenta le tecniche più diverse: pittura, fotografia, dall'incisione alla puntasecca, dalla litografia alla serigrafia.
Le prime fotografie che realizza sono in bianco e nero, sulle quali interviene poi con la pittura. Spesso è lui stesso il soggetto delle sue fotografie, come ad esempio nel Dead Self-Portrait del 1955.
Si cimenta anche in quelle che lui chiama Ubermalungen (pitture sovrapposte), Uberzeichnungen (disegni sovrapposti) e Zumalungen (pitture parzialmente sovrapposte).
Dalla fine degli anni sessanta lavora sul linguaggio corporeo intervenendo sulla fotografia con la pittura e occupandosi, in particolare, del volto umano, reso anonimo dalla morte (serie Cadaveri I-VII del 1979).
Dalla metà degli anni settanta amplia la varietà dei suoi soggetti, aggiungendo rocce, grotte, donne, e le opere di altri artisti come Van Gogh, Leonardo da Vinci, Goya.
Nelle sue fotografie indaga il rapporto tra vita e morte, reso chiaro dal suo lavoro sulla strage di Hiroshima: 72 fotografie scattate dopo il disastro del 1945 e accostate tra loro.
Partecipa a svariati eventi internazionali come ad esempio la Biennale di Venezia e la Biennale di San Paolo del Brasile.
Partecipa alla Biennale di Venezia del 1978 per l'Austria alla mostra "Dalla natura all'arte dall'arte alla natura" presentando sei opere.